# 志摩源吉
志摩 源吉（しま げんきち、1889年（明治22年）1月12日 - 1944年（昭和19年）8月7日）は、大日本帝国陸軍軍人。最終階級は陸軍中将。功四級。

## 経歴・人物
長野県出身。1911年（明治44年）陸軍士官学校第23期卒業、陸軍歩兵少尉に任官。
1934年（昭和9年）3月、陸軍歩兵中佐を経て、1938年（昭和13年）5月に歩兵第120連隊長（第13軍、第116師団、歩兵第20旅団）に任ぜられ、支那事変に出征。安慶周辺の警備にあたった。
その後、同年7月に陸軍歩兵大佐、1941年（昭和16年）10月に旭川連隊区司令官、1942年（昭和17年）12月に第71歩兵団長を経て、1943年（昭和18年）3月に陸軍少将に昇進。
さらに大東亜戦争に入ると、1944年（昭和19年）2月に第71師団司令部附を経て、同年3月に歩兵第57旅団長（第20軍、第68師団）として湘桂作戦に参戦し、衡陽攻略戦で戦闘指導中に戦死。陸軍中将に特進した。

## 栄典
勲章
- 1943年（昭和18年）10月9日  - 勲二等瑞宝章[4]